# Копальні у Рас-аль-Хадд
Копальні у Рас-аль-Хадд — гірничорудні майданчики з видобутку марганцевої руди на північному сході Оману.
На півночі Оману виявлені невеликі родовища марганцевих руд, розробка яких почалась лише в 2010-х роках у районі на південь від Маскату, де діяли копальні компаній Al Tamman, Al Jood та Gulf Mining. Втім, станом на 2023 рік єдиним виробником марганцевої руди в Омані була компанія Trust Mining, що діяла у іншому регіоні — в районі Рас-аль-Хадд.
Копальні у Рас-аль-Хадд використовують відкритий спосіб розробки та продукують марганцеву руду різної якості з максимальним вмістом марганцю на рівні 40 %.